# Cormac McCarthy
Cormac McCarthy, właściwie Charles Joseph McCarthy Jr. (ur. 20 lipca 1933 w Providence, zm. 13 czerwca 2023 w Santa Fe w stanie Nowy Meksyk) – amerykański pisarz, scenarzysta i dramaturg.
Przez krytyka literackiego Harolda Blooma uznany za jednego z czterech najważniejszych amerykańskich współczesnych powieściopisarzy, obok Thomasa Pynchona, Dona DeLillo i Philipa Rotha. Przez zajmujących się jego twórczością porównywany bywa do Williama Faulknera i czasem do Hermana Melville’a.

## Życiorys

### Wczesne lata życia
Urodził się 20 lipca 1933 r. w Providence jako jedno z sześciorga dzieci Gladys Christiny McGrail i Charlesa Josepha McCarthy’ego. Jego rodzinę stanowili irlandzcy katolicy. W 1937 r. McCarthy wraz z rodziną przenieśli się do Knoxville w stanie Tennessee, gdzie jego ojciec pracował jako prawnik w Tennessee Valley Authority. Rodzina najpierw mieszkała na Noelton Drive na ekskluzywnym osiedlu Sequoyah Hills, lecz od 1941 roku osiedlili się w domu na Martin Mill Pike w South Knoxville. Po latach McCarthy powiedział: „Uchodziliśmy za bogatych, ponieważ wszyscy wokół nas mieszkali w jedno- lub dwupokojowych barakach”. Jednym z jego przyjaciół z dzieciństwa był Jim Long (1930-2012), który później w Suttree został przedstawiony jako J-Bone.
Uczęszczał do St. Mary’s Parochial School i Knoxville Catholic High School, był ministrantem w kościele Niepokalanego Poczęcia w Knoxville. Jako dziecko McCarthy nie widział żadnej wartości w szkole, wolał realizować własne zainteresowania. Raz opisał moment, w którym jego nauczyciel zapytał klasę o ich hobby. McCarthy odpowiedział ochoczo, jak to później ujął: „Byłem jedynym, który miał jakiekolwiek hobby, interesowałem się każdą możliwą rzeczą (...) wymień cokolwiek, nieważne jak ezoteryczne. Mógłbym oddać każdemu z klasy po jednym hobby i nadal miałbym 40 lub 50 do zabrania do domu”.
W 1951 roku zaczął uczęszczać na University of Tennessee (UTK), ale przerwał naukę w 1953 roku, aby wstąpić do United States Air Force. W trakcie stacjonowania na Alasce McCarthy z zapałem czytał książki, co, jak twierdził, zdarzyło mu się po raz pierwszy. Wrócił na UTK w 1957 roku, gdzie opublikował dwa opowiadania: Wake for Susan oraz A Drowning Incident w studenckim magazynie literackim The Phoenix pisząc pod nazwiskiem C. J. McCarthy, Jr. W 1959 i 1960 roku zdobył za nie nagrodę Ingram-Merrill Award. W 1959 roku ostatecznie jednak rzucił studia na UTK i wyjechał do Chicago.
Na potrzeby swojej kariery pisarskiej zmienił swoje imię z Charles na Cormac, aby uniknąć pomyłek i porównań z manekinem brzuchomówcy Edgara Bergena – Charlie McCarthym. Cormac było rodzinnym przezwiskiem nadanym jego ojcu przez irlandzkie ciotki. Inne źródła podają, że zmienił imię, aby uhonorować irlandzkiego wodza Cormaca MacCarthy’ego, który zbudował Zamek w Blarney.
Po ślubie z koleżanką ze studiów Lee Holleman w 1961 roku, „przeniósł się do baraku bez ogrzewania i bieżącej wody u podnóża Smoky Mountains poza Knoxville”. Tam w 1962 r. para urodziła syna – Cullena. Kiedy w tym samym roku w Knoxville burzono dom z dzieciństwa pisarza Jamesa Agee, McCarthy wykorzystał cegły z tego miejsca do budowy kominków w swoim domu w Hrabstwie Sevier. Podczas gdy Lee opiekowała się dzieckiem i zajmowała się obowiązkami domowymi, Cormac poprosił ją o pójście do pracy, aby mógł on się skupić na pisaniu powieści. Skonsternowana sytuacją przeniosła się do Wyoming, gdzie złożyła pozew o rozwód i podjęła się swojej pierwszej pracy jako nauczycielka.

### Wczesna kariera pisarska
Random House opublikował w 1965 r. pierwszą powieść McCarthy’ego, Strażnik Sadu. Ukończył ją pracując na pół etatu w magazynie części samochodowych w Chicago kiedy to pewnego razu bezrefleksyjnie złożył rękopis Albertowi Erskine z Random House. Erskine kontynuował redagowanie prac McCarthy’ego przez następne 20 lat. W momencie wydania krytycy zauważyli podobieństwo do twórczości Faulknera i chwalili imponujące użycie metaforyki przez McCarthy’ego. Strażnik Sadu zdobył w 1966 roku nagrodę Fundacji Williama Faulknera za godną uwagi pierwszą powieść.
Mieszkając w Dzielnicy Francuskiej w Nowym Orleanie, McCarthy został wyrzucony za niepłacenie czynszu z pokoju, który opłacał kwotą 40 dolarów miesięcznie. Podróżując po kraju McCarthy zawsze nosił w torbie 100-watową żarówkę, by móc czytać w nocy, bez względu na to, gdzie spał.

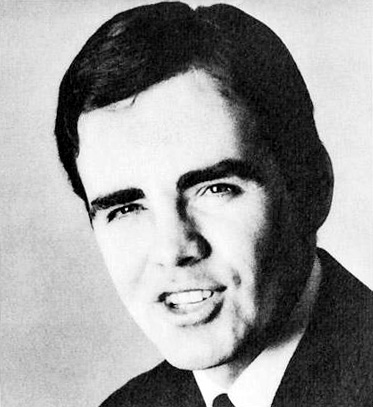
McCarthy w 1968

Latem 1965 roku korzystając z nagrody Traveling Fellowship przyznanej przez Amerykańską Akademię Sztuki i Literatury, McCarthy wyruszył na pokładzie liniowca Sylvania z nadzieją na odwiedzenie Irlandii. Na statku poznał Angielkę Anne DeLisle, która pracowała na statku jako tancerka i piosenkarka. W 1966 roku wzięli ślub w Anglii. Również w 1966 roku otrzymał grant Fundacji Rockefellera, który wykorzystał na podróż po Europie Południowej, po czym wylądował na Ibizie gdzie napisał swoją drugą powieść, W ciemność (1968). Następnie wrócił z żoną do Stanów Zjednoczonych, gdzie W ciemność zostało opublikowane z ogólnie przychylnymi recenzjami.
W 1969 roku para przeniosła się do Louisville w stanie Tennessee gdzie nabyli stodołę, którą McCarthy wyremontował, samemu wykonując prace kamieniarskie. Według DeLisle para żyła w „absolutnej biedzie” kąpiąc się w jeziorze. DeLisle twierdziła: „Ktoś dzwonił i proponował mu 2 tys. dolarów, żeby przyszedł przemawiać na uniwersytecie o swoich książkach, a on im odpowiadał, że wszystko, co ma do powiedzenia, zostało spisane w jego dziełach. I w ten sposób jedliśmy fasolę przez kolejny tydzień”. Mieszkając w stodole, napisał swoją kolejną książkę, Dziecię boże (1973). Podobnie jak wcześniej W ciemność, Dziecię boże zostało osadzone w południowych Appalachach. W 1976 roku McCarthy rozstał się z Anne DeLisle i przeniósł się do El Paso w Teksasie.
W 1974 roku Richard Pearce z Public Broadcasting Service skontaktował się z McCarthym i poprosił go o napisanie scenariusza do jednego z odcinków serialu dramatycznego Visions. Począwszy od początku 1975 roku, uzbrojony jedynie w „kilka fotografii odsyłających do biografii słynnego przemysłowca sprzed wojny secesyjnej Williama Gregga z 1928 roku, służące jako inspiracja”, wraz z McCarthym spędził rok podróżując po Południu Stanów Zjednoczonych, aby zbadać temat tamtejszego przemysłu. McCarthy ukończył scenariusz w 1976 roku, a odcinek, zatytułowany The Gardener’s Son został wyemitowany 6 stycznia 1977 roku, wyświetlały go liczne festiwale filmowe za granicą. Odcinek był nominowany do dwóch nagród primetime Emmy w 1977 roku.
W 1979 roku McCarthy opublikował pisane przez 20 lat w połowie autobiograficzne Suttree, oparte na jego doświadczeniach z Knoxville nad rzeką Tennessee. Jerome Charyn porównał dzieło do Przygód Hucka Finna.
W 1981 roku otrzymał MacArthur Fellowship o wartości 236 tysięcy dolarów. Saul Bellow, Shelby Foote i inni polecili go tej organizacji. Grant umożliwił mu podróż na południowy zachód Stanów Zjednoczonych, gdzie mógł prowadzić prace nad kolejną powieścią: Krwawy południk (1985). Książka znana jest z przemocy, The New York Times ogłosił ją „najkrwawszą książką od czasów Iliady”. Choć początkowo odrzucona przez wielu krytyków, książka znacznie zyskała na randze w kręgach literackich; Harold Bloom nazwał Krwawy południk „największą pojedynczą książką od czasu Kiedy umieram Faulknera”. W przeprowadzonym w 2006 roku przez The New York Times Magazine plebiscycie autorów i wydawców, mającym na celu wyłonienie największych amerykańskich powieści minionego ćwierćwiecza, Krwawy południk zajął trzecie miejsce, za Umiłowaną (1987) Toni Morrison i Podziemiami (1997) Dona DeLillo. Time umieścił ją na swojej liście 100 najlepszych anglojęzycznych książek opublikowanych po 1923 roku. W tym czasie McCarthy mieszkał w kamiennym domku za centrum handlowym w El Paso, który opisał jako „ledwo nadający się do zamieszkania”.
W 1991 roku żadna z powieści McCarthy’ego nie sprzedała się w więcej niż 5 tys. egzemplarzach w twardej oprawie, a „przez większość swojej kariery nie miał nawet menadżera”. Nadano mu etykietę „najlepszego nieznanego powieściopisarza w Ameryce”.

### Sukces i uznanie
Po dwudziestu latach pracy z McCarthym Albert Erskine odszedł z Random House. McCarthy udał się do Alfred A. Knopf, gdzie znalazł się pod redakcyjną opieką Gary’ego Fisketjona. Jako ostatnią przysługę dla Erskine’a, McCarthy zgodził się na swój pierwszy w życiu wywiad z Richardem B. Woodwardem z The New York Times.
Ostatecznie McCarthy zdobył powszechne uznanie po opublikowaniu Rączych koni (1992), kiedy to zdobył National Book Award i National Book Critics Circle Award. Książka stała się bestsellerem New York Timesa, sprzedając się w 190 000 egzemplarzach w twardej oprawie w ciągu sześciu miesięcy. Następnie wydane zostały Przeprawa (1994) oraz Sodoma i Gomora (1998) uzupełniając trylogię Pogranicza. W międzyczasie powstał również dramat The Stonemason (po raz pierwszy wystawiony w 1995 roku).

Graffiti w Londynie przedstawiające filmową wersję postaci z To nie jest kraj dla starych ludzi – Antona Chigurha

Kolejnym dziełem napisanym przez McCarthy’ego była książka To nie jest kraj dla starych ludzi (2005), która początkowo miała ukazać się w formie scenariusza filmowego, zanim autor przekształcił dzieło w powieść. Tym samym powieść ma niewiele opisów scenerii i w dużej mierze składa się z dialogów. Western doczekał się swojej adaptacji stworzonej przez braci Coen, którzy w 2007 roku stworzyli film o tym samym tytule, który zdobył cztery Oscary i ponad 75 innych nagród.

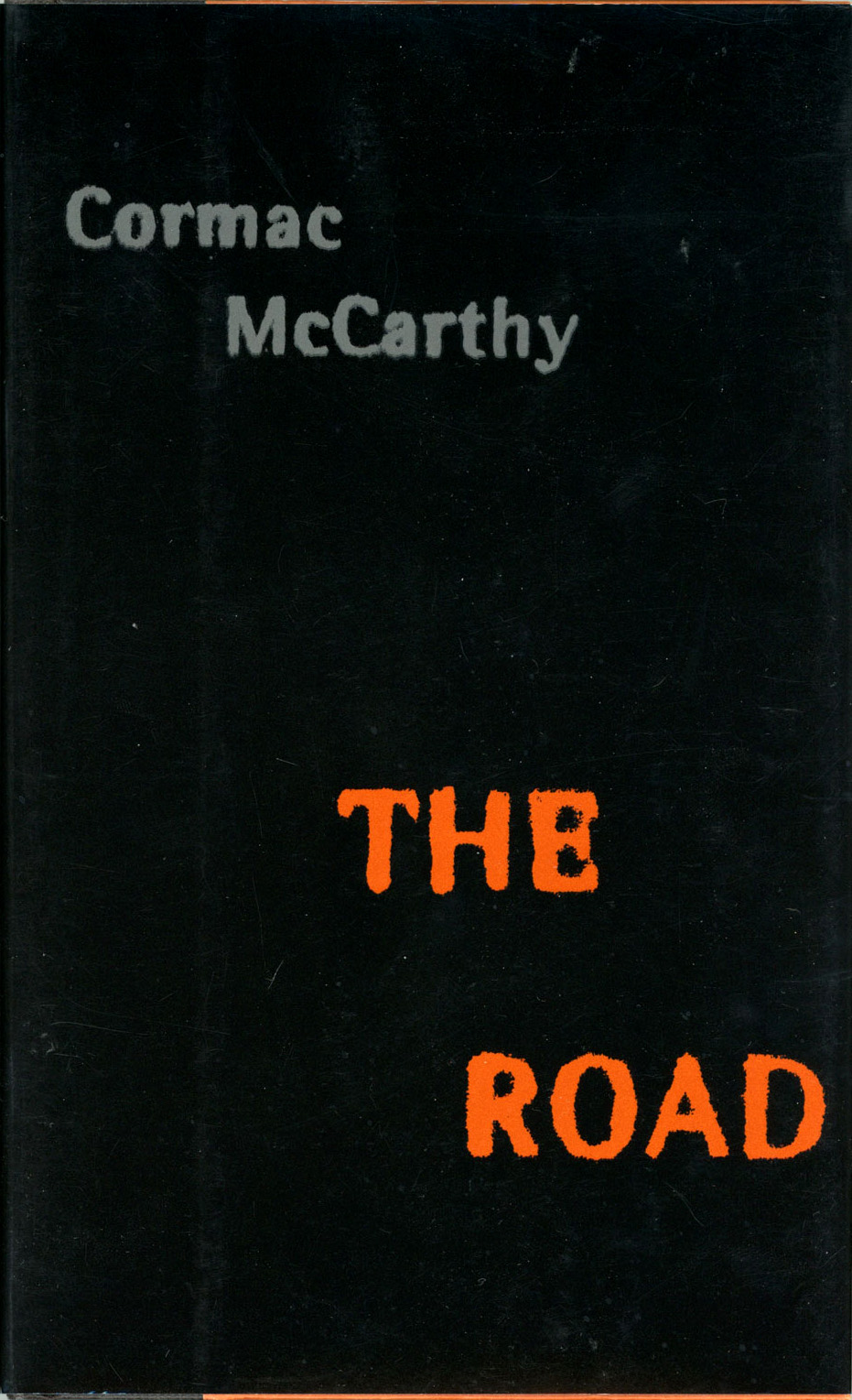
Pierwsze wydanie dziesiątej powieści McCarthy’ego, Drogi (2006), za którą otrzymał Nagrodę Pulitzera w dziedzinie beletrystyki

Na początku XXI wieku śpiąc w motelu w El Paso z synem McCarthy wyobraził sobie miasto za sto lat: „płomienie na wzgórzu i wszystko leżące w gruzach”. Napisał dwie strony obejmujące ten pomysł; cztery lata później w Irlandii rozwinął ten pomysł pisząc swoją dziesiątą już powieść, Drogę. Powieść ta opowiada o samotnym ojcu i jego młodym synu podróżujących przez post-apokaliptyczną Amerykę i uciekających przed polującymi na nich kanibalami. Wiele dialogów między protagonistami powieści było dosłownymi rozmowami McCarthy’ego ze swoim synem. Wydana w 2006 roku, zdobyła międzynarodowe uznanie i Nagrodę Pulitzera w dziedzinie beletrystyki. McCarthy nie odebrał nagrody we własnej osobie, lecz wysyłając Sonny’ego Mehtę. John Hillcoat wyreżyserował w 2009 roku napisaną przez Joe Penhalla adaptację filmową, w której wystąpili Viggo Mortensen i Kodi Smit-McPhee.
McCarthy opublikował w 2006 roku sztukę The Sunset Limited. Krytycy zauważyli, że była ona niekonwencjonalna i mogła mieć więcej wspólnego z powieścią, stąd podtytuł McCarthy’ego: „powieść w formie dramatu”. W 2007 roku Oprah Winfrey wybrała Drogę McCarthy’ego jako jedną z pozycji w swoim klubie książki. W rezultacie McCarthy zgodził się na swój pierwszy wywiad telewizyjny, który został wyemitowany w The Oprah Winfrey Show 5 czerwca 2007 roku. Wywiad odbył się w bibliotece Instytutu Santa Fe. McCarthy powiedział Winfrey, że nie zna żadnych pisarzy i zdecydowanie woli towarzystwo naukowców. W trakcie wywiadu opowiedział kilka historii ilustrujących poziom biedy, jaką znosił czasami podczas swojej kariery pisarskiej. Mówił również o ojcostwie oraz o tym, jak jego syn był inspiracją dla Drogi.
W 2012 roku sprzedał swój oryginalny scenariusz Adwokata Nickowi Wechslerowi, Pauli Mae Schwartz i Steve’owi Schwartzowi, którzy wcześniej wyprodukowali filmową adaptację powieści Droga.

### Instytut Santa Fe
Był powiernikiem Instytutu Santa Fe (SFI), multidyscyplinarnego ośrodka badawczego poświęconego badaniu systemów złożonych. W przeciwieństwie do większości członków SFI, McCarthy nie ma wykształcenia naukowego. Jak wyjaśnił Murray Gell-Mann: „Nie ma miejsca podobnego do Instytutu Santa Fe i nie ma pisarza podobnego do Cormaca więc całkiem dobrze pasują oni do siebie”. Dzięki pracy w Instytucie Santa Fe, McCarthy opublikował swój pierwszy utwór literatury faktu w swojej 50-letniej karierze pisarskiej. W eseju zatytułowanym The Kekulé Problem (2017) McCarthy analizuje sen Augusta Kekulégo jako model nieświadomego umysłu i pochodzenia języka. Teoretyzuje na temat natury nieświadomego umysłu i jego oddzielenia od ludzkiego języka. Nieświadomość, według McCarthy’ego, „jest urządzeniem do sterowania zwierzęciem” i jak dodaje „wszystkie zwierzęta posiadają nieświadomość”. McCarthy postuluje, że język jest czysto ludzkim tworem kulturowym, a nie zjawiskiem uwarunkowanym biologicznie.
W 2015 roku kolejna powieść McCarthy’ego, Passenger, została zapowiedziana podczas wydarzenia zorganizowanego w Santa Fe przez Lannan Foundation. Książka powstała pod wpływem czasu spędzonego wśród naukowców; Biolog SFI Davida Krakauera opisał ją jako „matematyczna [i] analityczna powieść w pełni rozwiniętego Cormaca 3.0". W marcu 2022 roku The New York Times poinformował, że Passenger zostanie wydany 25 października 2022 roku, a druga powieść towarzysząca, Stella Maris, zostanie wydana 22 listopada tego samego roku. Stella Maris będzie pierwszą powieścią McCarthy’ego od czasu W ciemność, w której pojawi się protagonistka.

### Śmierć
Zmarł 13 czerwca 2023 roku, na około miesiąc przed swoimi 90. urodzinami. Jak podał oficjalnie jego wydawca, pisarz zmarł w swoim domu w Santa Fe w stanie Nowy Meksyk.

## Styl pisarski

### Składnia
Używa interpunkcji oszczędnie zastępując większość przecinków spójnikiem „i”, tworząc tym samym polisyndeton. W wywiadzie udzielonym Oprah Winfrey, McCarthy stwierdził, że woli „proste zdania oznajmujące” i że używa wielkich liter, kropek, sporadycznie przecinka lub również i dwukropka, aby wyliczyć różne elementy, nigdy jednak nie korzysta ze średników. Nie stosuje cudzysłowu w dialogach i uważa, że nie ma powodu, by „zaplamić stronę dziwnymi małymi znakami”. Erik Hage zauważa, że w dialogach McCarthy’ego często brakuje atrybucji, ale „W jakiś sposób (...) czytelnik pozostaje zorientowany w tym kto w danym momencie mówi”. Początki jego specyficznego podejścia do interpunkcji można dostrzec od pewnej pracy redakcyjnej, którą wykonał dla profesora języka angielskiego podczas studiów na University of Tennessee, kiedy to usunął wiele znaków interpunkcyjnych w redagowanej książce, co spodobało się profesorowi. McCarthy zredagował wpływowy artykuł kolegi z Instytutu Santa Fe W. Briana Arthura „Increasing Returns and the New World of Business”, opublikowany w Harvard Business Review w 1996 roku, usuwając z tekstu przecinki. Wykonał również prace redakcyjne dla fizyków Lawrence’a M. Kraussa i Lisy Randall.
Saul Bellow chwalił McCarthy’ego za „absolutnie obezwładniające użycie języka, jego życiodajne i zabójcze zdania”. Richard B. Woodward określił jego pisarstwo jako „przypominające wczesnego Hemingwaya”. W przeciwieństwie do wcześniejszych dzieł takich jak Suttree czy Krwawy południk, większość prac McCarthy’ego po 1993 roku używa prostego, powściągliwego słownictwa.

### Poruszane motywy
Powieści McCarthy’ego często przedstawiają wyraźną przemoc. Wiele z jego dzieł zostało scharakteryzowanych jako nihilistyczne, w szczególności Krwawy południk. Niektórzy naukowcy nie zgadzają się z tym twierdząc, że Krwawy południk jest w rzeczywistości gnostyczną tragedią. Wiele z jego późniejszych dzieł zostało scharakteryzowanych jako wysoce moralistyczne.
Ponura perspektywa przyszłości i nieludzki antagonista Anton Chigurh z To nie jest kraj dla starych ludzi mają odzwierciedlać niepokój w erze, która nastąpiła po zamachu z 11 września 2001 roku. Wiele z jego dzieł ukazuje jednostki w konflikcie ze społeczeństwem i działające raczej na podstawie instynktu niż emocji czy racjonalnego myślenia. Innym tematem wielu dzieł McCarthy’ego jest nieudolność lub nieludzkość osób sprawujących władzę, a w szczególności stróżów prawa. Widać to na przykładzie Krwawego południka, gdzie Gang Glantona inicjuje morderstwa z powodu wystawionych nagród, „przytłoczonych” stróżów prawa w To nie jest kraj dla starych ludzi i skorumpowanych policjantów w Rącze konie. W rezultacie został nazwany „wielkim pesymistą amerykańskiej literatury”.

### Dwujęzyczna praktyka narracyjna
Cormac McCarthy biegle posługuje się językiem hiszpańskim, po tym jak w latach 60. mieszkał na Ibizie w Hiszpanii, a później przebywając w El Paso w Teksasie i Santa Fe w Nowym Meksyku. Isabel Soto twierdzi, że po tym, jak McCarthy nauczył się języka, w jego powieściach „hiszpański i angielski modulują się lub przenikają wzajemnie”, ponieważ jest to „istotna część ekspresyjnego dyskursu McCarthy’ego”. Katherine Sugg zauważa, że pisarstwo McCarthy’ego jest „często uważane za ‘wielokulturową’ i ‘dwujęzyczną’ praktykę narracyjną, szczególnie ze względu na obfite wykorzystanie nieprzetłumaczonych hiszpańskich dialogów”. Jeffrey Herlihy-Mera zauważa: „John Grady Cole jest rodzimym użytkownikiem języka hiszpańskiego. Tak jest również w przypadku kilku innych ważnych postaci w trylogii Pogranicza, w tym Billy’ego Parhnama (sic), matki Johna Grady’ego (i być może jego dziadka i braci), a być może też w przypadku Jimmy’ego Blevinsa, z których każdy mówi po hiszpańsku, a którzy rzekomo urodzili się w przestrzeni politycznej USA w rodzinach o nazwiskach, które ogólnie uważa się za anglojęzyczne (...) Taki sam przypadek występuje w postaci sędziego Holdena w Krwawym południku”.

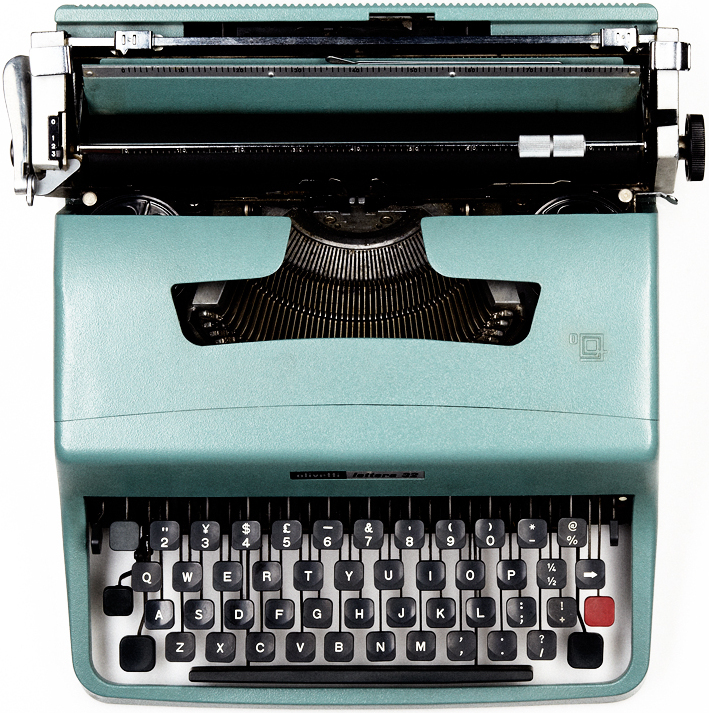
Od początku lat 60. McCarthy pisał wszystkie swoje dzieła literackie i korespondencje na jednej maszynie do pisania firmy Olivetti Lettera 32. W 2009 r. wymienił ją na identyczny model.

### Etyka pracy i proces pisania
McCarthy poświęcił się pisaniu w pełnym wymiarze czasu, decydując się, aby nie pracować na innym stanowisku, które wspierałoby jego karierę. „Zawsze wiedziałem, że nie chcę pracować”, powiedział McCarthy. „Trzeba być oddanym, był to mój priorytet numer jeden”. We wczesnych latach swojej kariery, jego decyzja o niepodejmowaniu pracy czasami narażała go i jego rodzinę na ubóstwo.
Niemniej jednak, według Steve’a Davisa, McCarthy ma „niewiarygodną etykę pracy”. Najchętniej pracuje nad kilkoma projektami jednocześnie i co więcej, jak sam powiedział, w połowie pierwszego dziesięciolecia XXI w. miał cztery szkice w toku i przez kilka lat poświęcał każdemu z nich około dwóch godzin dziennie. Znany jest z prowadzenia wyczerpujących badań nad historycznymi sceneriami i lokalnymi ekosystemami, które później znajdują się w jego fikcji. Nieustannie redaguje swoje teksty, czasami poprawiając książkę przez lata lub dekady, zanim uzna ją za nadającą się do publikacji. Podczas gdy jego badania i poprawki są skrupulatne, nie zarysowuje swoich fabuł, a zamiast tego postrzega pisanie jako „podświadomy proces”, który powinien mieć miejsce na spontaniczną inspirację.
Od 1958 roku McCarthy pisał wszystkie swoje dzieła literackie i korespondencje na maszynie do pisania. Początkowo używał Royala, ale przed podróżą do Europy na początku lat 60. szukał lżejszej maszyny. W lombardzie w Knoxville kupił przenośną Olivetti Lettera 32 za 50 dolarów i przez następne pięć dekad napisał na niej około pięciu milionów słów. Utrzymywał ją zwyczajnie „wydmuchując z niej kurz wężem ze stacji benzynowej”. Handlarz książek Glenn Horowitz powiedział, że skromna maszyna do pisania zyskała „pewien rodzaj talizmanu” poprzez jej związek z monumentalną fikcją McCarthy’ego, „jak gdyby Mount Rushmore zostało wyrzeźbione za pomocą szwajcarskiego noża oficerskiego”. Jego Olivetti zostało wystawione na aukcji w grudniu 2009 roku w Christie’s, dom aukcyjny szacował, że osiągnie cenę między 15 000 a 20 000 dolarów. Sprzedano go za 254 500 dolarów, a dochód przekazano Instytutowi Santa Fe. McCarthy zastąpił go identycznym modelem, kupionym dla niego przez jego przyjaciela Johna Millera za 11 dolarów plus 19,95 dolarów za wysyłkę.

## Życie prywatne i poglądy

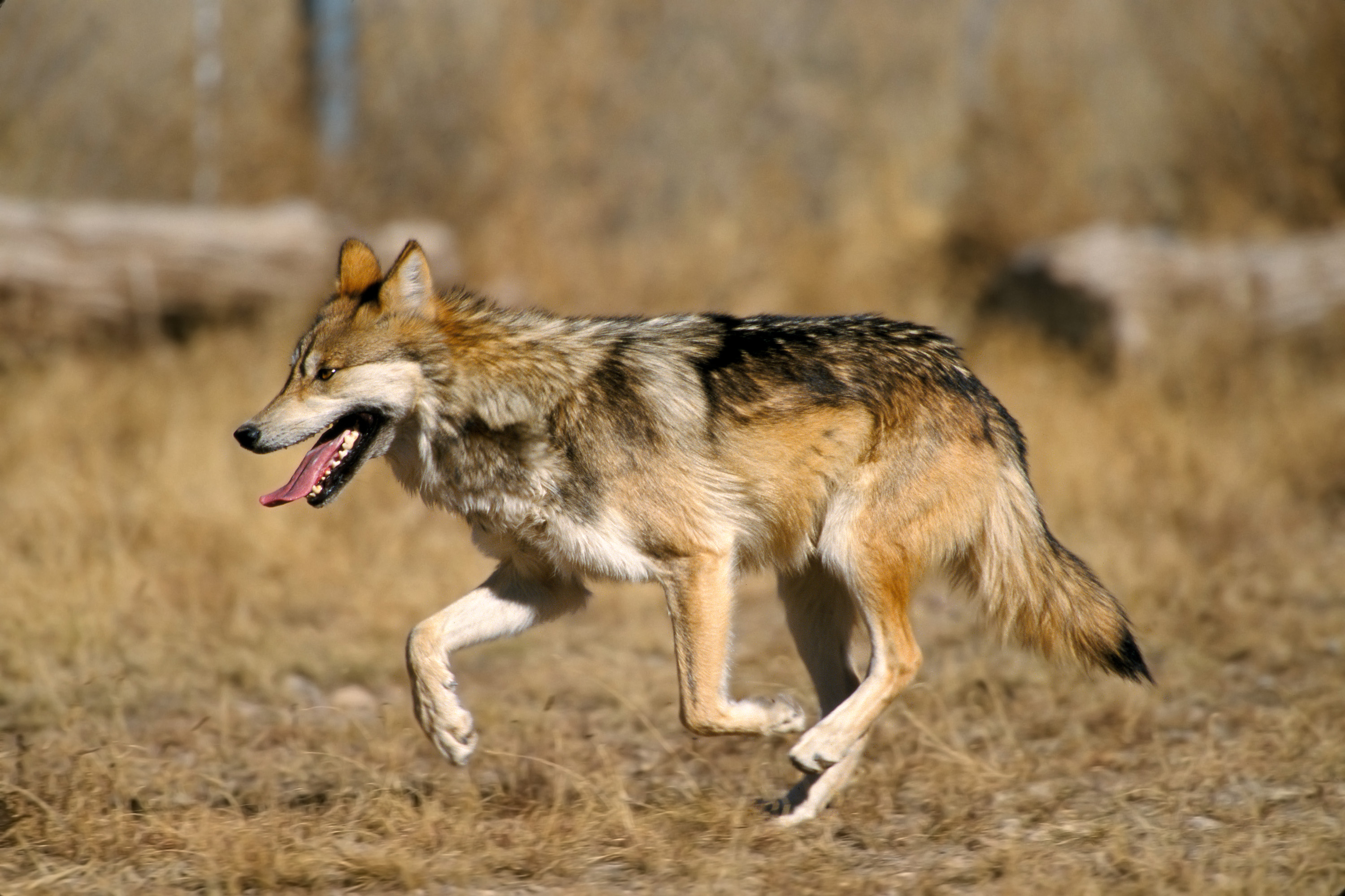
W latach 80. McCarthy rozważał potajemnie ponowne wprowadzenie wilków do południowej Arizony.

McCarthy był abstynentem alkoholowym. Według Richarda B. Woodwarda: „McCarthy już nie pije – rzucił 16 lat temu [tj. w 1976 roku] w El Paso, z jedną ze swoich młodych dziewczyn – dlatego Suttree czyta się jak pożegnanie z tamtym życiem. 'Przyjaciele, których mam, to ci, którzy rzucili picie’, mówi. 'Jeśli istnieje jakieś ryzyko zawodowe związane z pisaniem, to jest nim właśnie picie'”.
Pod koniec lat 90. McCarthy przeniósł się ze swoją trzecią żoną, Jennifer Winkley, i ich synem, Johnem do rejonu Tesuque w Nowym Meksyku, na północ od Santa Fe. McCarthy i Winkley rozwiedli się w 2006 roku.
W 2013 roku szkocki pisarz Michael Crossan utworzył konto na Twitterze podszywające się pod McCarthy’ego (@CormacCMcCarthy) szybko gromadząc kilka tysięcy followersów i uznanie przez właściciela serwisu Jacka Dorseya. Pięć godzin po założeniu konta wydawca McCarthy’ego potwierdził, że konto jest fałszywe, a McCarthy nie posiada komputera. W 2018 roku powstało kolejne konto podszywające się pod pisarza (@CormacMcCrthy). W 2021 roku zostało szybko zweryfikowane po viralowym tweecie, po którym menadżer McCarthy’ego potwierdził, że konto było fałszywe.
W 2016 roku na Twitterze rozprzestrzeniła się myląca informacja wedle której McCarthy zmarł, a informację tę powtórzył nawet dziennik USA Today. Los Angeles Times odpowiedział na to nagłówkiem „Cormac McCarthy nie jest martwy. Jest zbyt wielkim twardzielem, by umrzeć”.

### Polityka
McCarthy nie ujawnił publicznie swoich poglądów politycznych. W latach 80. McCarthy i Edward Abbey rozważali potajemne wypuszczenie wilków w południowej Arizonie, by przywrócić ich zdziesiątkowaną populację.

### Nauka i literatura
W jednym ze swoich nielicznych wywiadów McCarthy ujawnił, że szanuje tylko autorów, którzy „zajmują się kwestiami życia i śmierci”, podając Henry’ego Jamesa i Marcela Prousta jako przykłady pisarzy, którzy tego nie robią. „Nie rozumiem ich (...) Dla mnie to nie jest literatura. Wielu pisarzy uważanych za dobrych, ja uważam za dziwnych”, powiedział. Jeśli chodzi o własne ograniczenia literackie podczas pisania powieści, McCarthy powiedział, że „nie jest fanem niektórych pisarzy z Ameryki Łacińskiej, realizmu magicznego”. Jako swoją ulubioną powieść wymienił Moby Dick (1851).
McCarthy miał awersję do innych pisarzy, preferując towarzystwo naukowców. Wyraził swój podziw dla osiągnięć naukowych: „To, czego dokonali fizycy w XX wieku, było jednym z najbardziej niezwykłych rozkwitów w historii ludzkości”. Na zjazdach MacArthura, McCarthy zazwyczaj stronił od swoich kolegów pisarzy, w zamian bratając się z naukowcami takimi jak fizyk Murray Gell-Mann czy biolog Roger Payne.

## Twórczość
Najbardziej znane jego dzieła to Krwawy południk (1985), zaliczony przez The New York Times do pięciu najlepszych powieści amerykańskich ostatnich 25 lat (w innym zestawieniu, 100 najlepiej stworzonych postaci w literaturze pięknej od 1900 roku, znalazł się antybohater tej książki, łowca skalpów sędzia Holden), oraz tzw. „trylogia graniczna”: Rącze konie (1992), Przeprawa (1994) i Sodoma i Gomora (1998). Akcja tych utworów toczy się na południowym zachodzie Stanów Zjednoczonych. Pisarz dopiero w 1976 roku przeniósł się do Teksasu, wcześniej mieszkał głównie w Tennessee. Tam też rozgrywa się akcja czterech jego pierwszych książek.
Krwawy południk to powieść historyczna pełna przemocy, opisująca masakry Indian na granicy Teksasu z Meksykiem w latach 1849–1850. Została zauważona przez krytyków, jednak dopiero książka Rącze konie okazała się bestsellerem i zdobyła National Book Award. Utwór opowiada o wyprawie dwóch szesnastolatków w 1948 r. do Meksyku, gdzie poznają okrucieństwo świata.
Książka Dziecię boże podejmuje temat natury ludzkiej wyrwanej z tworu jakim jest społeczeństwo.
Oprah Winfrey wybrała książkę McCarthy’ego Droga jako książkę miesiąca w kwietniu 2007 roku do Oprah’s Book Club. Winfrey przeprowadziła z nim wywiad, pierwszy wywiad telewizyjny, jakiego udzielił i który ukazał się na antenie w The Oprah Winfrey Show 5 czerwca 2007. Wywiad został nagrany w bibliotece Santa Fe Institute i w nim McCarthy opowiedział o doświadczeniach związanych z byciem ojcem w starszym wieku, co było inspiracją i miało wpływ na jego powieść Droga.

## Ekranizacje
Na podstawie powieści Rącze konie powstał w 2000 r. film All the Pretty Horses z Mattem Damonem i Penélope Cruz w głównych rolach.
Z kolei bracia Coen w 2007 r. zaadaptowali To nie jest kraj dla starych ludzi. Główną rolę zagrał Tommy Lee Jones.
Powieść Droga została zekranizowana w 2009 roku przez Johna Hillcoata. W filmie w głównych rolach wystąpili Viggo Mortensen i Kodi Smit-McPhee, jako ojciec i syn walczący o przetrwanie w postapokaliptycznej Ameryce.
W tym samym roku powstał krótkometrażowy film Outer Dark na podstawie powieści W ciemność w reżyserii Stephena Imwalle. W obsadzie: Jamie Dunne i Azel James.
W 2013 roku James Franco wyreżyserował film Child of God na podstawie powieści Dziecię Boże. W filmie wystąpili: Scott Haze, Tim Blake Nelson i James Franco.
Od kilku lat zapowiadana jest realizacja powieści Krwawy południk. Z produkcją kojarzone są nazwiska: James Franco, Todd Field, Scott Rudin i Ridley Scott.

## Publikacje

### Powieści
- Strażnik sadu(inne języki) (The Orchard Keeper, 1965; wyd. pol. 2010)
- W ciemność(inne języki) (Outer Dark, 1968; wyd. pol. 2011)
- Dziecię boże(inne języki) (Child of God, 1974; wyd. pol. 2009)
- Suttree(inne języki) (Suttree, 1979; wyd. pol. 2011)
- Krwawy południk(inne języki) (Blood Meridian, Or the Evening Redness in the West, 1985; wyd. pol. 2010)
- Rącze konie(inne języki) (All the Pretty Horses, 1992; wyd. pol. 1996)
- Przeprawa(inne języki) (The Crossing, 1994; wyd. pol. 2000)
- Sodoma i Gomora(inne języki) (Cities of the Plain, 1998; wyd. pol. 2013)
- To nie jest kraj dla starych ludzi (No Country for Old Men, 2005; wyd. pol. 2008)
- Droga (The Road, 2006; wyd. pol. 2008)
- Pasażer (Passenger, 2022; wyd. polskie 2023)
- Stella Maris (2022, wyd. polskie 2023)

### Scenariusze
- The Gardener’s Son (1976)
- Adwokat (2013)

### Dramaty
- The Stonemason (1995)
- The Sunset Limited – Powieść w formie dramatu (The Sunset Limited, 2006; wyd. pol. 2013)

### Opowiadania
- Wake for Susan (1959)
- A Drowning Incident (1960)
- The Dark Waters (1965)

### Esej
- The Kekule Problem (2017)[83]

### Przekłady na język polski
- Rącze konie: 1996 - w tłumaczeniu Jędrzeja Polaka (wyd. Zysk i S-ka, w serii Kameleon)
- Przeprawa: 2000 - w tłumaczeniu Jędrzeja Polaka (wyd. Zysk i S-ka, w serii Kameleon)
- Droga: 2008 - w tłumaczeniu Roberta Sudoła (wyd. Literackie)
- To nie jest kraj dla starych ludzi: 2008 - w tłumaczeniu Roberta Bryka (wyd. Prószyński i spółka), 2014 - w tłumaczeniu Roberta Sudoła (wyd. Literackie)
- Dziecię boże: 2009 - w tłumaczeniu Anny Kołyszko (wyd. Literackie)
- Krwawy południk: 2010 - w tłumaczeniu Roberta Sudoła (wyd. Literackie)
- Strażnik sadu: 2010 - w tłumaczeniu Michała Kłobukowskiego (wyd. Literackie)
- Suttree: 2011 - w tłumaczeniu Macieja Świerkockiego (wyd. Literackie)
- W ciemność: 2011 - w tłumaczeniu Macieja Świerkockiego (wyd. Literackie)
- Sodoma i Gomora: 2013 - w tłumaczeniu Macieja Świerkockiego (wyd. Literackie)
- Sunset Limited. Powieść w formie dramatu: 2013 - w tłumaczeniu Roberta Sudoła (wyd. Literackie)
- Pasażer: 2023 - w tłumaczeniu Roberta Sudoła (wyd. Literackie)
- Stella Maris: 2023 - w tłumaczeniu Roberta Sudoła (wyd. Literackie)

## Nagrody i wyróżnienia
- W college’u zdobył nagrodę Ingram-Merrill (1959 i 1960)
- Jest laureatem Nagrody Faulknera za powieść Strażnik sadu
- Zdobył Traveling Fellowship Award, przyznawaną przez American Academy of Arts and Letters
- Laureat stypendiów: Guggenheim Fellowship (1969) i MacArthur Fellowship (1981)
- Zdobył National Book Award i National Book Critics Circle Award(inne języki) za Rącze konie (1992)
- Laureat James Tait Black Memorial Prize za Drogę (2006)
- Laureat Nagrody Pulitzera za Drogę (2007)